# کره اوالد
کره اِوالد (به انگلیسی: Ewald's sphere) یک کرهٔ فرضی است که بر روی شبکهٔ معکوس رسم می‌شود و از آن در تحلیل نتایج آزمون پراش الکترون، پراش نوترون و پراش اشعهٔ ایکس استفاده می‌شود. با استفاده از کرهٔ اِوالد، می‌توان دسته صفحاتی که پرتو تابیده به بلور را بازتاب می‌دهند پیدا کرد.
این روش توسط پل پیتر اوالد، فیزیکدان و بلورشناس آلمانی ابداع شد. در حالت ساده‌شدهٔ دو بعدی می‌توان از آن به عنوان «دایرهٔ اِوالد» یاد کرد.

## شبکهٔ معکوس
وقتی که یک باریکه از پرتوهای ایکس به یک بلور با آن همه دسته صفحات مختلف که در تمام زوایای ممکن نسبت به باریکه قرار گرفته‌اند و همگی دارای dهای مختلف هستند (d همان فاصلهٔ بین صفحات مجاور است) وارد می‌شود، مشکل می‌توان حدس زد که رفتار باریکه چگونه خواهد بود. بر اساس قانون براگ، بایستی رابطهٔ زیر میان زاویهٔ تابش، فاصلهٔ بین صفحات و طول موج پرتوی تابیده شده برقرار باشد تا آن دسته صفحات بازتاب داشته باشند:
با استفاده از شبکهٔ معکوس و کرهٔ اِوالد می‌توان چنین دسته صفحاتی را به راحتی پیدا کرد. برای مثال شبکهٔ معکوس مربوط به یک شبکهٔ حقیقی منوکلینیک را رسم می‌کنیم. ابتدا یک نقطه را به عنوان مبدأ در نظر گرفته و سپس دو بردار {\displaystyle a^{*}} و {\displaystyle b^{*}} را رسم می‌کنیم به طوری که:
بردار {\displaystyle a^{*}} بر دسته صفحات (۱۰۰) عمود باشد.
بردار {\displaystyle b^{*}} بر دسته صفحات (۰۱۰) عمود باشد.
همچنین طول بردار {\displaystyle a^{*}} برابر {\displaystyle 1 \over d_{100}} و طول {\displaystyle b^{*}} برابر {\displaystyle 1 \over d_{010}} باشد.
حال می‌توانیم نقاط شبکهٔ معکوس را به آن اضافه کنیم. برای مثال نقطهٔ (۰۲۰) با انتقال به اندازهٔ ۲ برابر بردار {\displaystyle b^{*}} و نقطهٔ (۳۰۰) با انتقال به اندازهٔ ۳ برابر بردار {\displaystyle a^{*}} از مبدأ به دست می‌آید.
به این صورت هر نقطه از شبکهٔ معکوس نمایندهٔ یک دسته از صفحات شبکهٔ حقیقی است. برای نمونه، دسته صفحات (۲۱۰) از شبکهٔ حقیقی متناظر است با بردار ۲۱۰ از شبکهٔ معکوس. به صورتی که بردار ۲۱۰ از شبکهٔ معکوس بر دسته صفحات (۲۱۰) عمود است و اندازهٔ آن برابر {\displaystyle 1 \over d_{010}} است. این خاصیت برای تمامی نقاط شبکهٔ معکوس برقرار است.
برای کامل کردن شبکهٔ معکوس در سه بعد، می‌توان به همین ترتیب بردار {\displaystyle c^{*}}  را که عمود بر صفحات (۰۰۱) است رسم کرد.
توجه شود که برای ساختن شبکهٔ معکوس از انتخاب یک نقطه به عنوان مبدأ شروع کردیم. این مبدأ ثابت است و در مرکز کل شبکه قرار دارد و نقطهٔ است که اندیس سایر نقاط به آن وابسته است. تفاوت اساسی شبکهٔ معکوس و شبکهٔ حقیقی این است که در شبکهٔ حقیقی همهٔ نقاط یکسانند و هیچ مشخصه‌ای مثل اندیس برای تمایز میان آن‌ها وجود ندارد اما در شبکهٔ معکوس همهٔ نقاط هویتی مشخص دارند و قابل تعویض نیستند.

## ترسیم کرهٔ اوالد

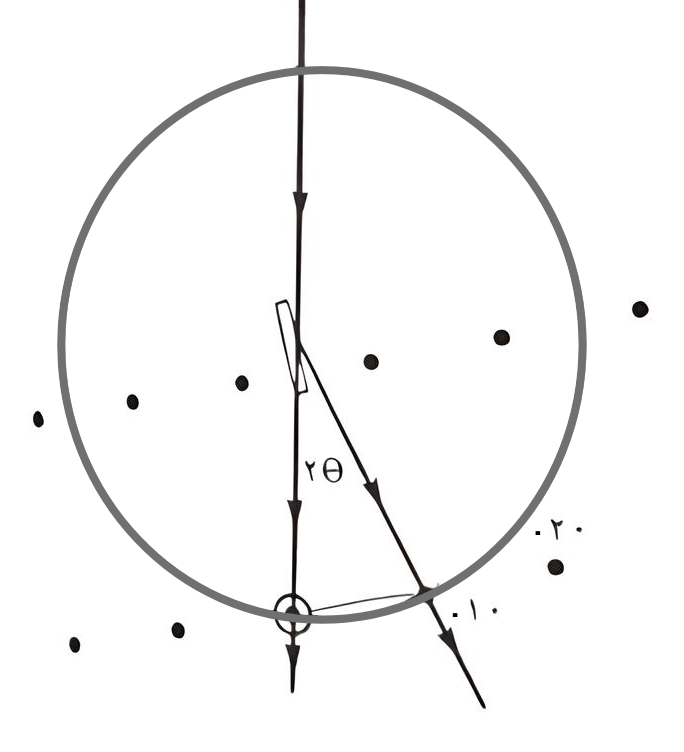
در شکل کره‌ای به شعاع 1/λ در اطراف بلور رسم شده است. شبکهٔ معکوس نیز طوری اضافه شده است که مبدأ آن محل خروج باریکه از کره باشد.

شبکه معکوس راه ساده و ظریفی را برای مجسم کردن چگونگی بازتاب پرتوهای ایکس و پراش الکترونها توسط صفحات بلوری در اختیار ما قرار می‌دهد.

ابتدا کره‌ای با شعاع
{\displaystyle {\frac {1}{\lambda }}} در اطراف بلور یا در واقع در جایی از شبکهٔ حقیقی که باریکه به آن تابیده شده است، رسم می‌شود.
سپس شبکهٔ معکوس ترسیم می‌شد. مبدأ شبکه معکوس را محل خروج راستای باریکهٔ تابیده شده از کرهٔ اوالد در نظر می‌گیریم.
ما قبلاً می‌دانستیم که حداکثر پراش (بازتابش، نقطه‌های پراش) فقط زمانی رخ می‌دهد که سه معادلهٔ لائو، یا معادل آن، معادلهٔ براگ در شکل برداری، برقرار باشند. این شرایط زمانی برقرار است که یک نقطهٔ شبکه معکوس دقیقاً در سطح کره اوالد واقع شود.

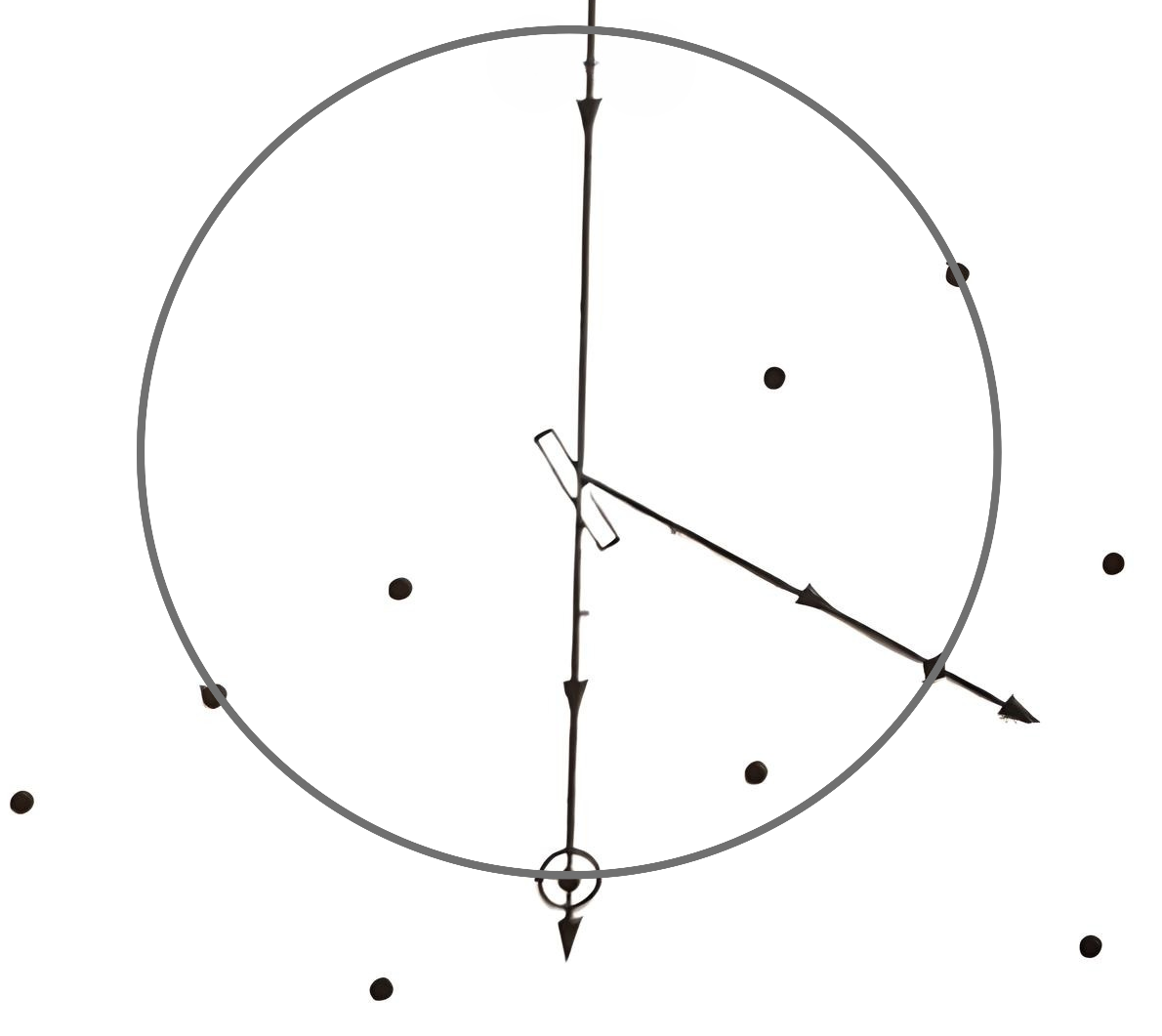
بلور و همچنین شبکهٔ معکوس که چرخانده شده است تا کره نقاط دیگری را نیز قطع کند. البته شبکهٔ معکوس حول مبدأ خودش یعنی جایی که باریکه از کره خارج می‌شود چرخانده شده است.

برای مثال در شکل کرهٔ اوالد و شبکهٔ معکوس رسم شده است و مشاهده می‌شود که نقطهٔ (۰۱۰) از شبکهٔ معکوس روی کره قرار دارند. پس می‌توان نتیجه گرفت که پرتو تابیده شده فقط توسط دسته صفحات (۰۱۰) بازتابیده می‌شود.برای برانگیختن صفحات دیگر باید بلور چرخانده شود تا نقاط بیشتری از شبکهٔ معکوس توسط کرهٔ اوالد قطع شوند. با چرخاندن بلور، شبکه معکوس هم حول محور عمودی تصویر چرخانده می‌شود.
مثلا اگر بلور نشان داده شده در شکل چرخانده شود، تا θ برابر با 30 درجه شود (با این فرض که {\displaystyle d_{020}=0.25nm}) و همچنین شبکهٔ معکوس هم حول مبدأ خود به همان اندازه چرخانده شود، مطابق شکل دیده می‌شود که نقطهٔ (۰۲۰) رو کره قرار می‌گیرد همانطور که بر اساس قانون براگ انتظار داشتیم.
توجه شود که شکل حاصل چیزی را نشان می‌دهد که در نگاه اول گمان آن را نمی‌بردیم. صفحات (۱۳۰) و (۱۱۰) نیز در حال بازتابند زیرا نقاطشان روی کره قرار گرفته است. به این صورت می‌توان دید که رسم کرهٔ اوالد تحلیل پراش اشعهٔ ایکس را بسیار ساده می‌کند.

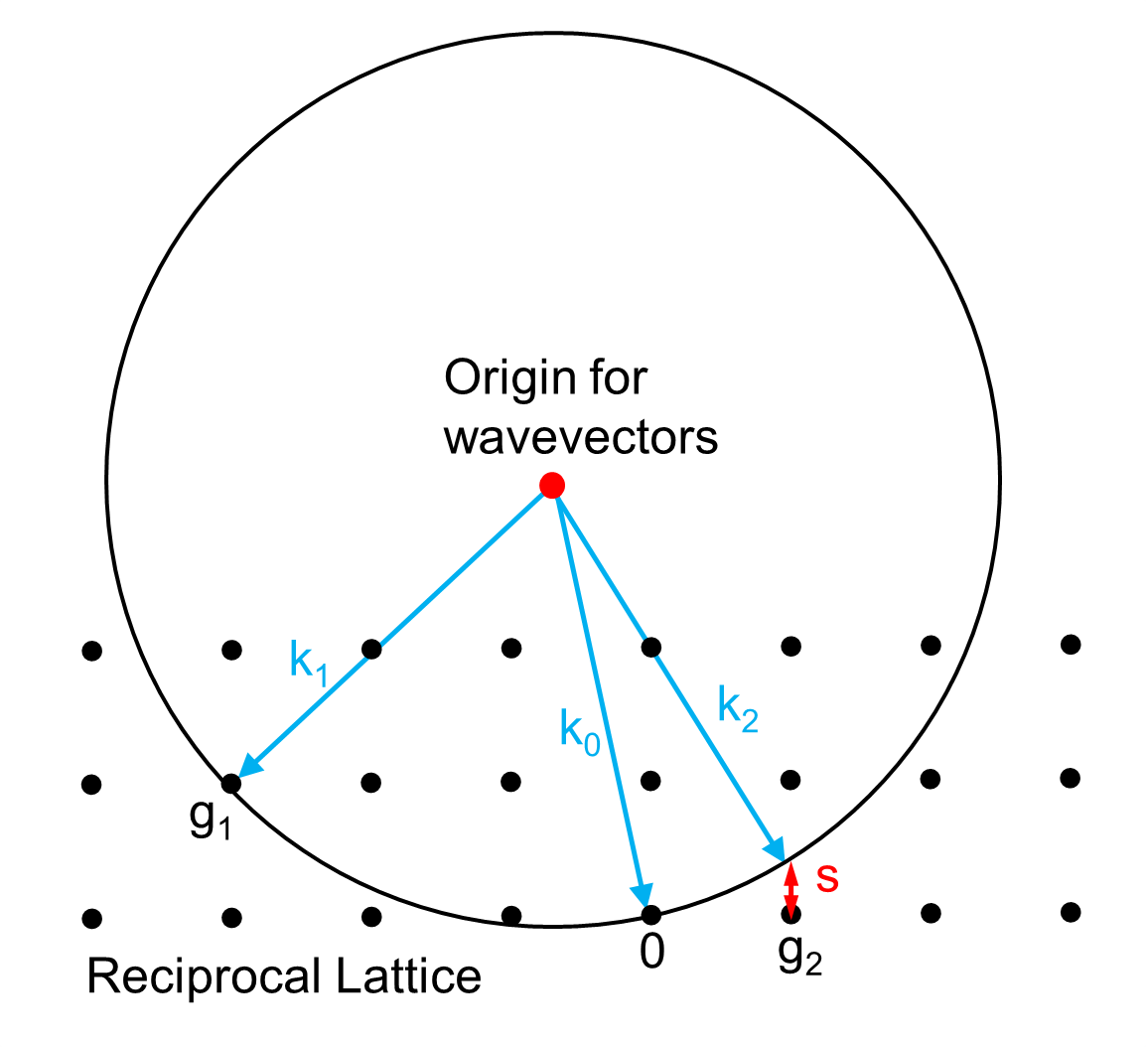
ترسیم کرهٔ اوالد

بلور را می‌توان شبکه ای از اتم‌ها توصیف کرد که از روی آن می‌توان شبکه معکوس را ساخت. با الکترون‌ها، نوترون‌ها یا اشعهٔ ایکس، اتم‌ها پراش می‌کنند، و اگر موج صفحه ای تابیده شدهٔ {\displaystyle \exp(2\pi i\mathbf {k_{0}} \cdot \mathbf {r} )}
فرض شود. با بردار موج {\displaystyle \mathbf {k_{0}} } ، بردارهای موج بازتاییده شده  {\displaystyle \mathbf {k_{1}} } و {\displaystyle \mathbf {k_{2}} } وجود خواهد داشت همان‌طور که در تصویر نشان داده شده است
انرژی امواج (الکترون، نوترون یا اشعه ایکس) به بزرگی بردار موج بستگی دارد، بنابراین اگر تغییری در انرژی (پراکندگی الاستیک) وجود نداشته باشد، اندازه آنها یکسان است، به همین دلیل همه باید روی کرهٔ اوالد قرار بگیرند. در شکل نقطهٔ قرمز مبدأ بردارهای موج است، نقاط سیاه نقاط شبکه معکوس (بردار) هستند و سه بردار موج با رنگ آبی نشان داده شده‌اند. نقطهٔ شبکه معکوس متناظر با بردار موج {\displaystyle \mathbf {k_{1}} } یعنی {\displaystyle \mathbf {g_{1}} } روی کرهٔ اوالد قرار دارد که شرط پراش براگ است. برای {\displaystyle \mathbf {k_{2}} } نقطهٔ شبکه معکوس متناظر آن {\displaystyle \mathbf {g_{2}} } خارج از کرهٔ اوالد است، پس {\displaystyle \mathbf {k_{2}} =\mathbf {k_{0}} +\mathbf {g_{2}} +\mathbf {s} } که در این رابطه {\displaystyle \mathbf {s} } خطای برانگیختگی (excitation error) نامیده می‌شود. دامنه و همچنین شدت پراش در بردار موج {\displaystyle \mathbf {k_{2}} } بستگی به تبدیل فوریه شکل نمونه و
خطای برانگیختگی (excitation error) و ضریب ساختاری برای بردار شبکه معکوس منتاظر و همچنین اینکه آیا پراکندگی ضعیف است یا خیر دارد. برای نوترون‌ها و اشعه ایکس، پراکندگی عموماً ضعیف است، بنابراین عمدتاً پراش براگ وجود دارد، ولی برای پراش الکترونی بسیار قوی‌تر است.

## ارتباط شبکهٔ معکوس با کرهٔ اوالد
در واقع کرهٔ اوالد نمایش گرافیکی قانون براگ در فضای شبکهٔ معکوس است. قانون براگ بیان می‌کند که پراش وفتی رخ می‌دهد که تفاوت مسیر بین اشعهٔ ایکس بازتاب یافتهٔ صفحات متوالی اتم‌ها برابر با مضرب صحیحی از طول موج باشد. دربارهٔ کرهٔ اوالد این شرایط زمانی رخ می‌دهد که یک نقطه در شبکه متقابل بر سطح کرهٔ اوالد قرار گیرد، که نشان می‌دهد مجموعه‌ای از صفحات بلوری منتاظر با آن نقطه، پرتوی ایکس تابیده شده را پراش می‌کنند.